# أم هشايم
أم هشايم، قرية من قرى محافظة العيص، والتابعة لمنطقة المدينة المنورة في السعودية.